# Státní fond životního prostředí České republiky
Jako Státní fond životního prostředí České republiky, zkratkou SFŽP, se označuje státní účelový fond České republiky určený pro ochranu životního prostředí. Byl zřízen zákonem České národní rady č. 388/1991 Sb. ze dne 10. září 1991, o Státním fondu životního prostředí České republiky, jako státní organizace. Správcem fondu je Ministerstvo životního prostředí České republiky. S datem jeho vzniku se jeho součástí staly Státní fond vodního hospodářství, založený statutem roku 1967, a Fond ochrany ovzduší, založený směrnicí Ministerstva lesního a vodního hospodářství ČSR v roce 1977.

## Role SFŽP

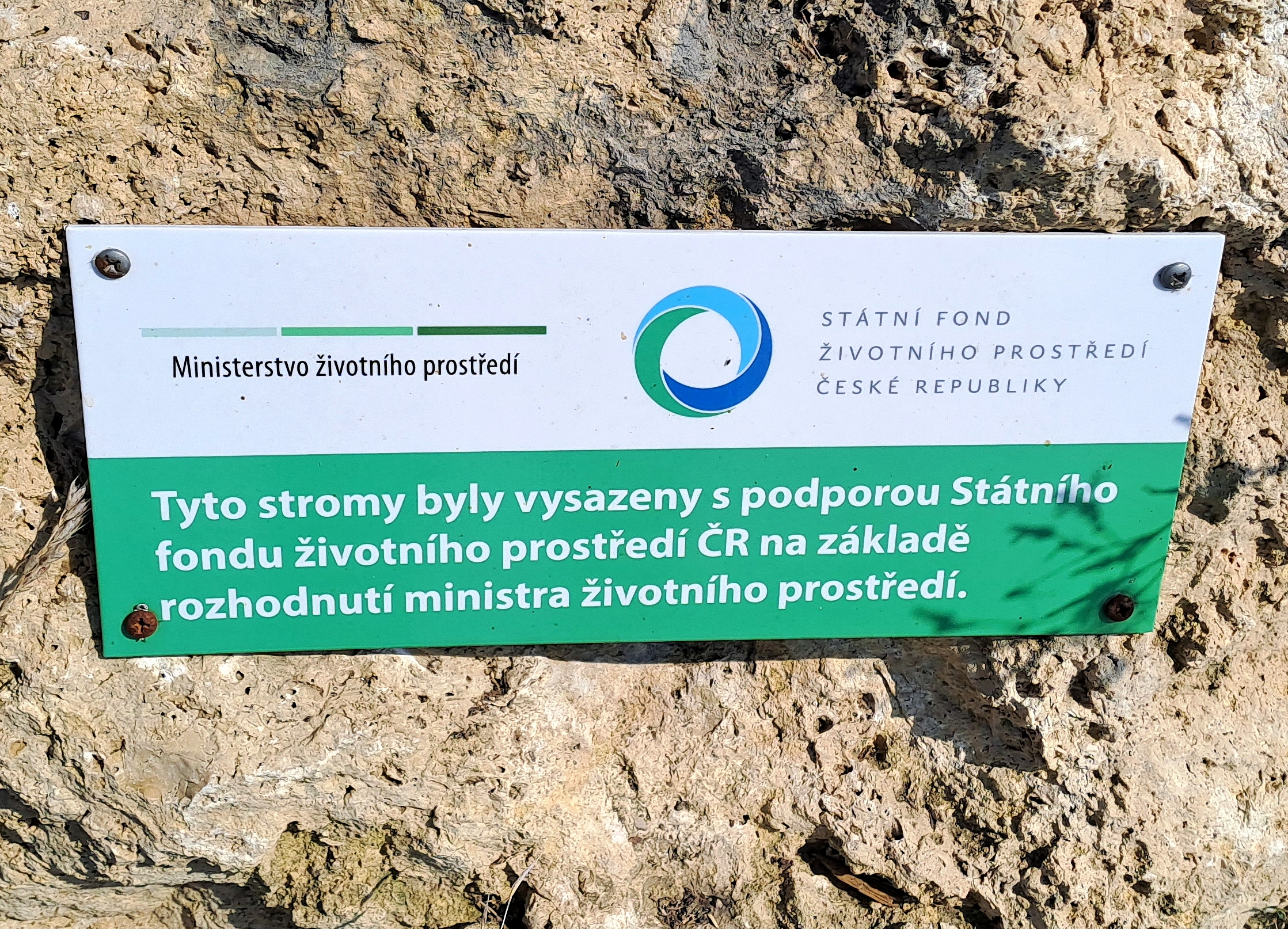
Tabulka u aleje v Nové Vsi, vysazené s podporou Státního fondu životního prostředí

Státní fond životního prostředí České republiky je významným finančním zdrojem při ochraně a zlepšování stavu životního prostředí. Je jedním ze základních ekonomických nástrojů pro plnění:
- závazků vyplývajících z mezinárodních úmluv o ochraně životního prostředí
- závazků vyplývajících ze členství v Evropské unii
- státní politiky životního prostředí

## Příjmy SFŽP
Příjmy SFŽP jsou tvořeny především z plateb za znečišťování nebo poškozování životního prostředí (poplatky za vypouštění odpadních vod, odvody za odnětí půdy, poplatky za znečištění ovzduší, poplatky za ukládání odpadů) a s tím spojených splátek poskytnutých půjček a jejich úroků. O použití finančních prostředků z fondu rozhoduje ministr životního prostředí na základě doporučení poradního orgánu – Rady Fondu.
Státní fond životního prostředí je zprostředkujícím orgánem pro část Operačního programu Infrastruktura a od roku 2007 i pro Operační program Životní prostředí. Fond je také zprostředkujícím subjektem podpory Modernizačního fondu Evropské unie, který má fungovat v letech 2021 až 2030.

## Vedení
30. března 2007 odvolal ministr životního prostředí Petr Kalaš z vedení organizace Andreje Mudraye a až do 4. srpna 2010 byl ředitelem Petr Štěpánek . Petr Štěpánek byl odvolán ministrem Pavlem Drobilem a novým ředitelem byl jmenován Libor Michálek.
Dne 14. prosince 2010 ministr Pavel Drobil na zvláštní tiskové konferenci Libora Michálka odvolal a vedením fondu dočasně pověřil Radku Bučilovou, která už ředitelkou fondu dříve byla. Současně s odvoláním ředitele ministr Drobil poslal na nucenou dovolenou náměstka ředitele SFŽP Dušana Fibingera a ukončil smlouvu se svým finančním poradcem Martinem Knetigem.
Korupční aféra, která vedla až k odstoupení ministra Drobila, vznikla poté, co se finanční poradce Pavla Drobila Martin Knetig snažil přesvědčit Michálka, aby ovlivnil některá výběrová řízení a umožnil tak vytvoření finančního fondu na podporu politické kariéry ministra Drobila. Michálek si rozhovor s Knetigem nahrával. Naopak podle ministra Drobila bylo důvodem odvolání ředitele Michálka vypuknutí personální války ve vedení fondu, při níž se jeho podřízení navzájem nahrávali skrytými mikrofony a pořizovali dokonce nahrávky skrytými mikrofony z jednání s ním samotným.